# نمک سیر

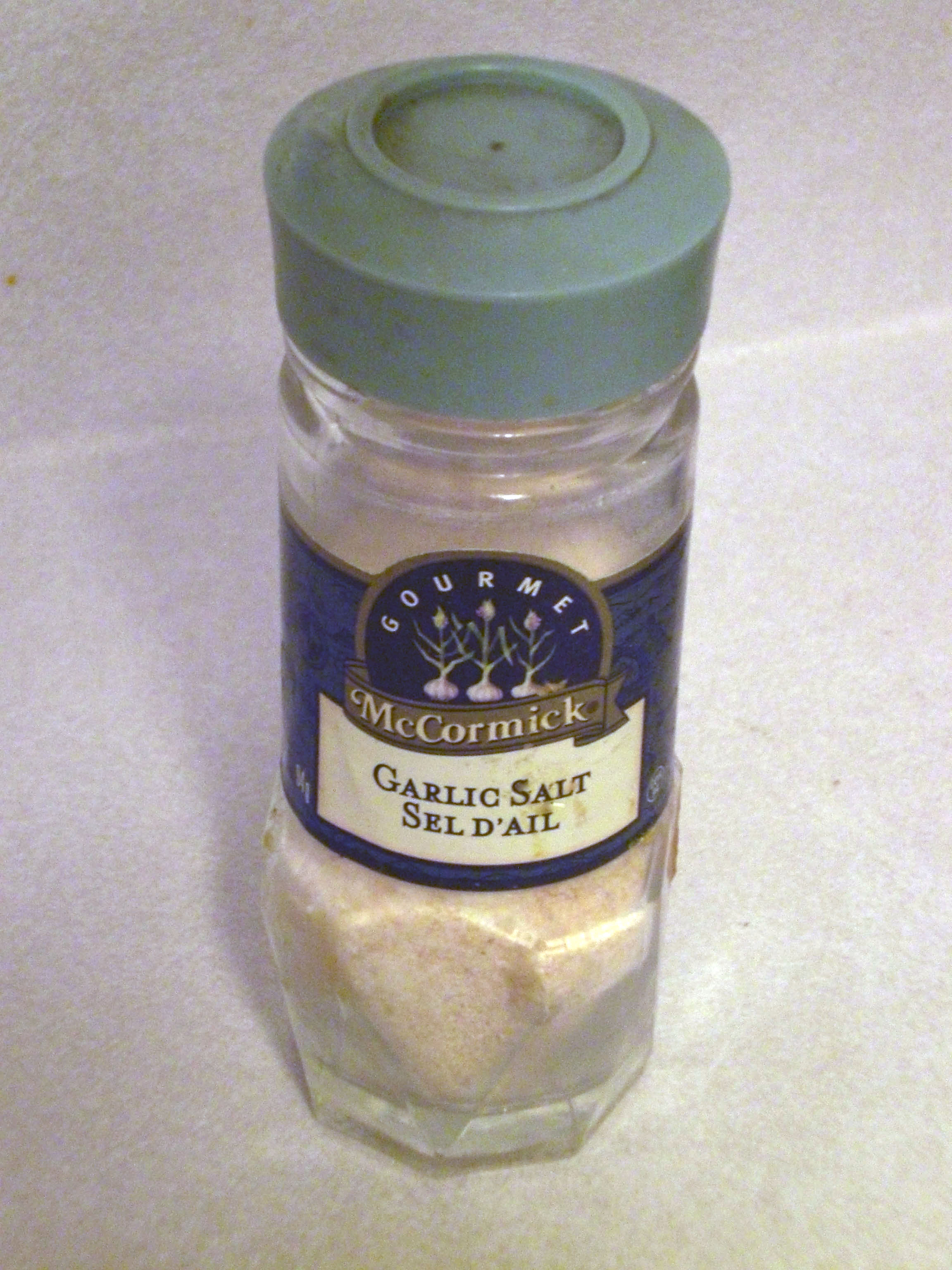
یک بطری نمک سیر

نمک سیر یک نمک چاشنی است که از مخلوط سیر خشک، آسیاب شده و نمک خوراکی با یک ماده مرطوب‌کننده (مثل کلسیم سیلیکات) ساخته می‌شود. در ابتدایی‌ترین شکل آن از ترکیب ۳ قسمت نمک و ۱ قسمت پودر سیر خشک شده به صورت حجمی یا ۶ قسمت نمک و ۱ قسمت پودر سیر بر حسب وزن درست می‌شود.